# مارک رومنک
مارک رومَنِک (انگلیسی: Mark Romanek؛ زادهٔ ۱۸ سپتامبر ۱۹۵۹) یک کارگردان فیلم‌های بلند و نماهنگ اهل ایالات متحده آمریکا است. وی از سال ۱۹۸۵ میلادی تاکنون مشغول فعالیت بوده‌است.
از فیلم‌های او می‌توان به هرگز رهایم مکن و عکس یک‌ساعته اشاره نمود.